# حسين بدر الدين الحوثي
حسين بدر الدين الحوثي (1959-2004). أحد زعماء الزيدية وقائد مليشيات الحوثيين في التمرد مع الحكومة اليمنية في صعدة.
ولد في مدينة الرويس بني بحر في محافظة صعدة، رحل حسين بدر الدين الحوثي مع والده بدر الدين إلى إيران ولبنان، لنقل التجربة الإيرانيه الى اليمن وحصل على الماجستير في العلوم الشرعية من السودان، أسهم مع شخصيات زيدية بتأسيس حزب الحق في 1990لمجابهة جماعة الإخوان المسلمين ،فاز في الانتخابات البرلمانية عام 1993م بمقعد في البرلمان اليمني ممثلاً للدائرة (294) في محافظة صعدة من العام (1993-1997) كمرشح لحزب الحق.
تلقى الحوثي دعماً اشتراكياً في انتخابات 1993 وكان موقفه كما موقف حزب الحق مؤيداً للاشتراكي خلال الأزمة السياسية التي سبقت حرب صيف 1994. اتهم حسين الحوثي بمساندة الانفصال ومناصرة قوات الحزب الاشتراكي اليمني في حرب حرب صيف 1994 وبعدها ترك حزب الحق ولم يرشح نفسه في الانتخابات البرلمانية عام 1997م لم يرشح نفسه مرة أخرى، وترشح شقيقه يحيى بدر الدين الحوثي وفاز بالمقعد عن حزب المؤتمر الشعبي العام، أما هو فقد تفرغ لحركة الشباب المؤمن (الحوثيين) وتكوين نواتها ونشر فكر الثقافة القرآنية حسب اجتهاداته وبما ينفع السلالة وأسس مدارسه في محافظة صعدة.
أسهم في نشر الأفكار الخبيثه من تعظيم وتبجيل الناس لهم ونشر ثقافة السيد ،القبيلي،المزين، والطبقات المجتمعيه الطائفية ،

## النزاع

شعار الحوثيين وهي الصرخة التي أطلقها حسين بدر الدين الحوثي في 17 يناير 2002م

في عام 2004م وبعد ترديده الشعار المعادي لأمريكا وإسرائيل واللعنة على اليهود ونتيجة لقتال مسلح حدث مع الجهات الأمنية بالمحافظة ووقوع قتلى، بدأ الصراع يحتدم وقال أنه معتدى عليه، وقد انضم له مؤيدوه من القبائل اليمنية بالإضافة إلى أتباعه من الطائفة الزيدية مما أدى إلى وقوع اشتباكات ومعارك عديدة بينه وبين الجيش اليمني في محافظة صعدة شمال اليمن، انتهت بمقتله مع مجموعة كبيرة من مناصريه.

## الإتهامات
اتهمته الحكومة اليمنية بتأسيس مراكز دينية غير مرخصة كما دأب هو وأتباعه إلى شحن الآراء المعادية لكل من أمريكا وإسرائيل وتمثل هذا في خطب الجمعة للحوثيين، وكما اتهمته الحكومة اليمنية بعمالته لحزب الله اللبناني إلا أن حزب الله اللبناني نفى أن تكون له صلة بالحوثيين إضافة لنفي الحوثيين تلك التهم.
ورغم كل تلك الاتهامات إلا أنه في الحادي والعشرين من أغسطس 2013م اعترفت الحكومة اليمنية اعتراف رسمي بأن الحروب التي شنها نظام علي عبد الله صالح على حسين بدر الدين الحوثي وجماعته بأنها كانت حروب ظالمة وغير مشروعة وقدمت اعتذار رسمي لهم وأعلنت الحكومة اليمنية اعتذارها الرسمي لكل أبناء محافظة صعدة والمناطق المجاورة لها عن تلك الحروب.

## مقتله
أعلن الجيش اليمني قتله لحسين بدر الدين الحوثي في الحرب الأولى عام 2004م، بعدها قامت 5 حروب أخرى قاد فيها المعارك أخوه الأصغر عبد الملك الحوثي بينما قدم الأخ الثالث يحيى بدر الدين الحوثي طلب اللجوء السياسي في ألمانيا، سلم جثمانه لجماعته بتاريخ 5 يونيو 2013 وأقاموا له تشييع لجنازته وحضر العديد من اتباعه من مختلف محافظات الجمهورية اليمنية لتشيع جنازته ودفن بمران.